# Xiphister mucosus
Xiphister mucosus är en fiskart som först beskrevs av Girard, 1858.  Xiphister mucosus ingår i släktet Xiphister och familjen taggryggade fiskar. Inga underarter finns listade i Catalogue of Life.